# Saint Obi
Obinna Nwafor, conegut com a Saint Obi (Port Harcourt, Rivers, Nigèria, 16 de novembre de 1965 - 7 de maig de 2023), és un actor, director de cinema i productor de cinema nigerià. Era conegut sobretot pel seu treball com a actor en pel·lícules com Candle Light, Sakobi, Goodbye Tomorrow, Heart of Gold, Festival of Fire, Executive Crime i Last Party.
Va estudiar arts escèniques a la Universitat de Jos i va començar a treballar en l'escena el 1996, després de fer un anunci per la Peugeot. Ha actuat en uns 90 films i ha produït la seva pròpia pel·lícula, Take Me to Maama.

## Biografia i carrera cinematogràfica
Saint Obi va néixer a Garden City de Port-Harcourt, a l'estat de Rivers, a Nigèria. Va estudiar arts escèniques a la Universitat de Jos, a l'estat de Plateau. Parla anglès, igbo i hausa. Està casat amb Lydia Saint-Nwafor.
El 1996 va a entrar en la indústria de Nollywood, en la que ha actuat en uns 90 films. Era membre de l'Associació d'Actors de Nigèria, de l'Associació de Directors de Nigèria, de l'Associació de Productors de cinema de Nigèria, de la Cambra de Comerç Nigero-Americana i era activista a favor de causes socials. El gener de 2014 va decidir no tornar a treballar d'actor.

## Premis
Els premis que ha guanyat Saint Obi són:
- Millor Actor de Nigèria en llengua anglesa en els Premis Hints Movie.
- Millor actor detectiu, triat pels estudiants de la Universitat Nnamdi Azikiwe.
- Premi Especial per a l'excel·lència en els premis d'Afro Hollywood de Londres.
- Trendsetter Star Actor - 2007.
- Actor millor vestit de l'Any 2008.